# Morgowniki (stacja kolejowa)
Morgowniki – zlikwidowana wąskotorowa stacja kolejowa w Morgownikach na linii kolejowej Dęby – Łomża Wąskotorowa, w powiecie łomżyńskim, w województwie podlaskim, w Polsce.